# Danshi Koukousei no Nichijou
Daily Lives of High School Boys (яп. 男子高校生の日常 данси ко:ко:сэй но нитидзё:) — манга Ясунобу Ямаути, выпускаемая с мая 2009 года в журнале GANGAN ONLINE. В октябре 2011 года было принято решение выпустить аниме-адаптацию манги и был оглашен актёрский состав. Премьерная серия которого была показана 9 января 2012 года в 2 часа ночи по каналу TV Tokyo. На апрель 2012 года также был запланирован выход шести BD и DVD, включающих в себя «специальные эпизоды».

## Сюжет
В повествовании отсутствует единый сюжет и каждый эпизод аниме представляет собой зарисовку из жизни трех обычных старшеклассников, обучающихся в обычной школе для мальчиков. Позднее в историю вводятся зарисовки из жизни обычных старшеклассниц. Как мужские, так и женские персонажи аниме плохо представляют себе как общаться с противоположным полом.

## Персонажи
Тадакуни (яп. タダクニ Тадакуни) — представлен как главный герой, но получает меньше всего времени в трио (Тадакуни, Ёситакэ, Хидэнори).
Ученик Старшей школы Санады для мальчиков. Часто принимает участие в идеях Хидэнори и Ёситакэ, несмотря на то, что не одобряет их. Хорошо рассказывает страшные истории. У него есть младшая сестра, которая лучше общается с его друзьями, чем с ним самим. Он также работает неполный рабочий день в пиццерии.
Сэйю: Мию Ирино
Хидэнори Табата (яп. 田畑 ヒデノリ Taбатa Хидэнори) — может показаться, что он самый вдумчивый, носит очки. Но на самом деле самые бредовые идеи приходят именно в его голову.
Сэйю: Томокадзу Сугита
Ёситакэ Танака (яп. 田中 ヨシタケ Taнакa Ёситакэ) — блондин, прекрасно играет роли.
Сэйю: Кэнъити Судзумура
Яссан (Литературная Девушка) (яп. 文学少女 Бунгаку Сё:дзё) — очень симпатичная девушка, которая написала роман про знакомство девушки и парня на берегу реки и примерила маску главного героя на Хидэнори. Владеет боевыми навыками. Часто сидит на берегу реки.
Сэйю: Ёко Хикаса
Ринго-тян (яп. りんごちゃん Ринго-тян) — президент Восточной старшей школы для девочек, с которой мужская школа, где учатся главные герои, проводила совместный фестиваль культуры. Любит соревноваться, но потерпела много поражений от президента школы для мальчиков. За что потом дралась с ним. Из-за миловидной внешности часто становится объектом внимания незнакомцев, но абсолютно игнорирует их. Очень наивна.
Сэйю: Аой Юки
Сестра Тадакуни (яп. タダクニの妹 Тадакуни но имо:то) — младше Тадакуни. В кадре никогда не показывают её лицо. Носит два хвоста. Тадакуни, Ёситакэ и Хидэнори берут её нижнее бельё, за что им достаётся. Она часто подслушивает разговоры Тадакуни с его друзьями, довольно жестока по отношению к ним, но несмотря на это, она симпатизирует Карасаве и общается с ним и Мотохару больше чем со своим братом.
Сэйю: Аяхи Такагаки
Мотохару (яп. モトハル Мотохару) — авторитет в школе мальчиков, черноволосый парень с щетиной. Наблюдателен. Умеет делать дедуктивные выводы. Всегда в первых рядах тех, кто хочет узнать завел ли кто-нибудь из учеников себе девушку. Состоит в студенческом совете.
Сэйю: Дайсукэ Намикава
Тосиюки Карасава (яп. 唐沢 としゆき Карасава Тосиюки) — носит кепку. Является одним из лучших друзей Мотохару. Знает толк в страшилках. Как выясняется позднее, кепку он носит из-за огромного шрама, который получил из-за трио подружек Янагин, Хабары и Икусимы. Состоит в студенческом совете.
Сэйю: Юки Оно
Вице-президент Совета (яп. 副会長 Фукукайтё:) — блондин с пугающей внешностью. Всегда готов прийти на помощь товарищам.
Сэйю: Хироки Ясумото
Президент Совета (яп. 会長 Кайтё:) — блондин. Немного язвителен. Прекрасно осведомлен о всех делах школы.
Сэйю: Акира Исида
Мицуо-кун (яп. ミツオ君 Мицуо-кун) — друг Хидэнори. Любит играть в футбол, но часто подстраивает свою победу. Однако Хидэнори всегда его обходит. Все считают его недалеким и частенько подшучивают над ним.
Сэйю: Нобухико Окамото
Наго-сан (яп. 奈古さん Наго-сан) — повар в пиццерии, где работает Тадакуни. Имеет комплексы, связанные с внешностью. Учится вместе с Янагин. Первая в рейтинге успеваемости.
Сэйю: Дзюнко Минагава
Янагин (яп. ヤナギ Янаги) — девушка в очках. Очень суровая, и чем-то напоминает Хидэнори. Хочет стать популярной и зарабатывать на этом. Считает, что старшеклассники задирают нос перед старшеклассницами, из-за чего дико злится на них. Недолюбливает Тосиюки. Пытается соревноваться с Наго.
Сэйю: Ю Кобаяси
Хабара (яп. 羽原 Хабара) — подруга Янагин. Самая вменяемая из тройки старшеклассниц, хотя в детстве была хулиганкой. Носит короткие волосы.
Сэйю: Юкана
Икусима (яп. 生島 Икусима) — подруга Янагин, носит два хвостика. Поддерживает безумные идеи Янагин. Вместе с Ёситакэ встречала посетителей культурного фестиваля. Но мигом потеряла всю свою спесь, когда тот попросил о помощи Вице-президента школьного совета.
Сэйю: Тива Сайто
Старшая сестра Ёситакэ (яп. ヨシタケの姉 Ёситакэ но анэ) — частенько врет своему брату.
Сэйю: Ами Косимидзу
Старшая сестра Мотохару (яп. モトハルの姉 Мотохару но анэ) — в детстве они не ладили, но потом стали больше общаться и лучше понимать друг друга.
Сэйю: Риса Хаямидзу
Ясунори (яп. ヤスノリ Ясунори) — старшеклассник, вместе с Тадакуни работает в пиццерии.
Сэйю: Кэнго Таканаси
Директор (яп. 校長 Ко:тё:) — во главе школы на начало повествования всего третий год, и чтобы не упасть в глазах школьников частенько что-нибудь придумывает. чтобы оправдать своё незнание давних школьных традиций.
Сэйю: Бон Исихара

## Критика
Согласно опросу проведенному RecoChoku Co, Ltd, данное аниме стало наиболее популярным из всех показанных в январе 2012 года. Этой популярности способствовал тот факт, что режиссёр и озвучивающие персонажей сэйю, ранее уже участвовали в создании популярного аниме «Гинтама».
Как отмечает рецензент сайта www.japanator.com, от аниме с подобным названием не ожидается ни людей летающих на Гандамах, ни большегрудых принцесс-инопланетянок. Ожидается лишь скучная школьная жизнь, наполненная видеоиграми, домашней работой и мечтами о том, чтобы пригласить понравившуюся девушку на свидание. И именно это предоставляет данное аниме. Однако в то же время данное аниме является одной из комедий, идеально сочетающих в себе юмор и ностальгию по прошедшим временам. Оно превосходно передает, что значит быть школьником и как велико для них желание окунуться в вымышленный мир, роль которого для персонажей исполняют видеоигры. Шутки же доступны каждому. В конечном итоге зритель получает копию Azumanga Daioh, с той лишь разницей, что здесь среди персонажей преобладают мальчики.